# Augusto Minzolini
Augusto Minzolini, né le 3 août 1958 à Rome, est un journaliste et un homme politique italien, membre de Forza Italia. Il a dirigé le TG1 de la Rai de juin 2009 à décembre 2011 et a été élu sénateur le 15 mars 2013. Le 20 avril 2017, le Sénat accepte sa démission de sénateur, à la suite d'une condamnation définitive pour fraude quand il était dirigeant de la Rai.

## Biographie
Il est nommé directeur du quotidien Il Giornale le 15 juin 2021.